# أندريه فايس
أندريه فايس (بالألمانية: André Weis)‏ (30 سبتمبر 1989 ببوبارد في ألمانيا - ) هو لاعب كرة قدم ألماني في مركز حراسة المرمى. لعب مع إف إس في فرانكفورت وإنغولشتات 04 ونادي شتوتغارت ونادي كايزرسلاوترن ونادي كوبلنتس وفي إف بي شتوتغارت الثاني وSV Wilhelmshaven ‏ وFC Ingolstadt 04 II ‏.

## وصلات خارجية
- أندريه فايس على موقع قاعدة بيانات كرة القدم.إي يو (الإنجليزية)
- أندريه فايس على موقع بيانات كرة القدم. دي إي (الألمانية)
- أندريه فايس على موقع عالم كرة القدم.نت (الإنجليزية)
- أندريه فايس على موقع AS.com (الإسبانية)